# Großes Niltal
Großes Niltal är en hängdal i Österrike.   Den ligger i förbundslandet Tyrolen, i den centrala delen av landet, 300 km väster om huvudstaden Wien. Großes Niltal ligger 2 363 meter över havet.
Terrängen runt Großes Niltal är mycket bergig. Runt Großes Niltal är det ganska glesbefolkat, med 26 invånare per kvadratkilometer.. Närmaste större samhälle är Matrei in Osttirol, 9,6 km öster om Großes Niltal. 
Trakten runt Großes Niltal består i huvudsak av gräsmarker.